# Boy van Poppel
Pour les articles homonymes, voir van Poppel.
Boy van Poppel, né le 18 janvier 1988 à Utrecht, est un coureur cycliste néerlandais. Il est le fils de Jean-Paul van Poppel et le frère aîné de Danny van Poppel.

## Biographie

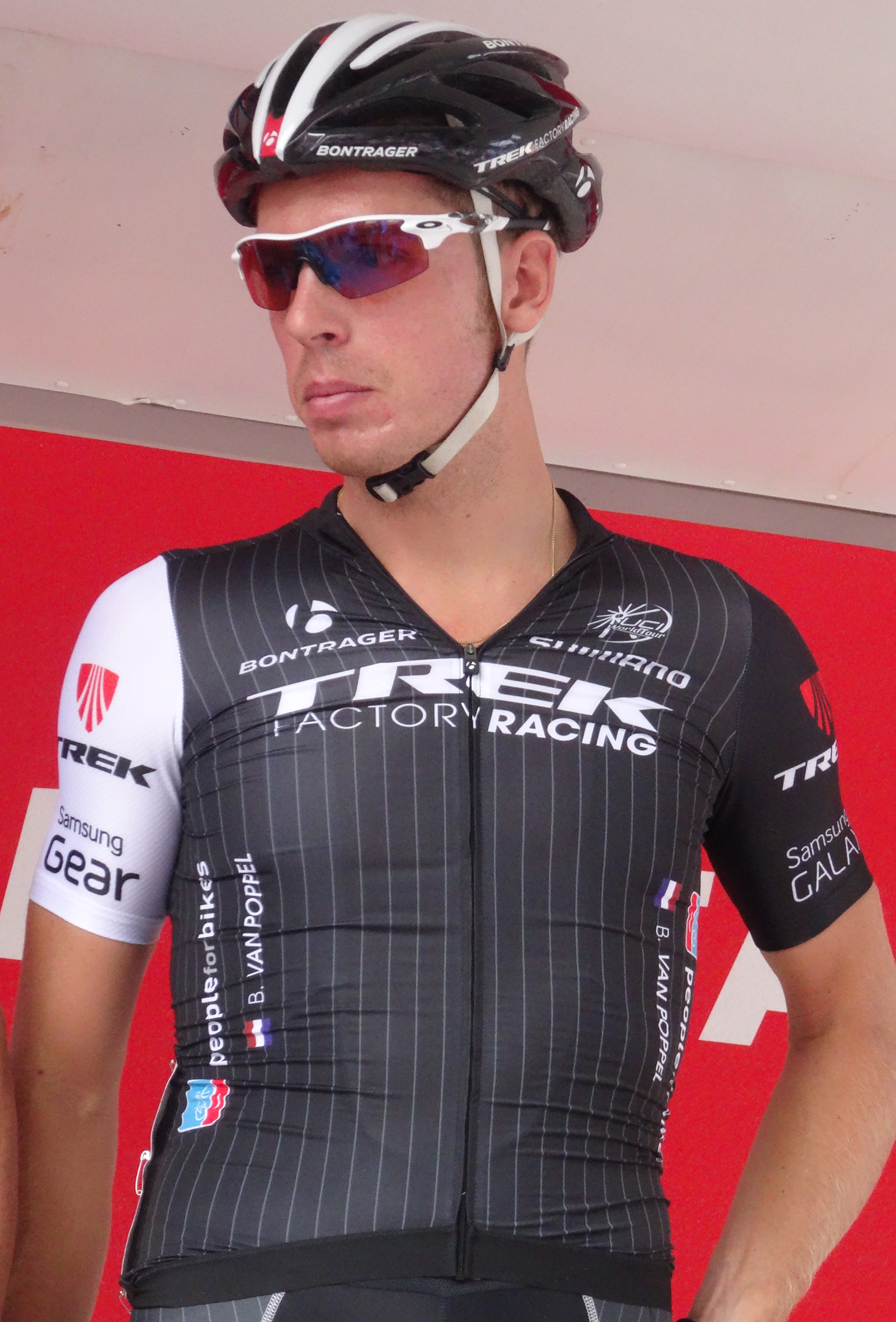
Boy van Poppel lors de la 1re étape du Tour de Wallonie 2014.

De 2007 à 2010, Boy van Poppel est membre de l'équipe Rabobank Continental, réserve de l'équipe Rabobank. En septembre 2008, il remporte la cinquième étape du Tour du Missouri et met fin à la domination du sprinteur britannique Mark Cavendish, qui n'avait pas « perdu de sprint » depuis le Giro 2008. En 2009, il gagne une étape du Tour de Normandie. Il s'impose sur une étape du Kreiz Breizh Elites et participe aux championnats du monde sur route où il se classe 79e de la course en ligne des moins de 23 ans.
En 2011, il rejoint l'équipe continentale professionnelle américaine UnitedHealthcare.
À la fin de la saison 2013, il s'engage avec la formation Trek Factory Racing.
Satisfait de son comportement, les dirigeants de l'équipe Trek-Segafredo prolonge son contrat au mois de septembre 2016.
En septembre 2018, il termine septième du Grand Prix de Fourmies remporté par le sprinteur allemand Pascal Ackermann.
En août 2019, il termine vingt-troisième du Grand Prix de la ville de Zottegem.
Testé positif au SARS-CoV-2, Boy van Poppel est non-partant lors de la douzième étape du Tour d'Espagne 2022.
Il arrête sa carrière professionnelle à la fin de la saison 2024.

## Palmarès sur route et classements mondiaux

### Palmarès
- 2004
  -  Champion des Pays-Bas du contre-la-montre cadets
- 2006
  - 2e du championnat des Pays-Bas sur route juniors
- 2008
  - 5ea étape du Tour de Lleida (contre-la-montre par équipes)
  - 5e étape du Tour du Missouri
  - 2e du championnat des Pays-Bas du contre-la-montre par équipes
- 2009
  - 3e étape du Tour de Normandie
  - Prologue de l'Olympia's Tour (contre-la-montre par équipes)
  - 2e de la Coupe Sels
  - 3e du championnat des Pays-Bas sur route espoirs
- 2010
  - 4e étape du Kreiz Breizh Elites
- 2011
  - 2e de l'Athens Twilight Criterium
- 2012
  - 3e de la Nokere Koerse
- 2013
  - 6e de la Vattenfall Cyclassics
- 2019
  - 3e du Grand Prix de Fourmies

### Résultats sur les grands tours

#### Tour de France
2 participations
- 2013 : 144e
- 2021 : 117e

#### Tour d'Italie
4 participations
- 2014 : 131e
- 2015 : 146e
- 2016 : hors-délai (8e étape)
- 2018 : 137e

#### Tour d'Espagne
3 participations
- 2015 : 158e
- 2022 : non-partant (12e étape)
- 2023 : 124e

### Classements mondiaux
| Année                                 | 2007  | 2008  | 2009 | 2010 | 2011 | 2012 | 2013 | 2014 | 2015 | 2016  | 2017 | 2018 | 2019 | 2020  | 2021 | 2022  | 2023 |
| ------------------------------------- | ----- | ----- | ---- | ---- | ---- | ---- | ---- | ---- | ---- | ----- | ---- | ---- | ---- | ----- | ---- | ----- | ---- |
| UCI World Tour                        |       |       |      |      |      |      | 114e | 225e | nc   | 230e  | 311e | 373e |      |       |      |       |      |
| Classement mondial                    |       |       |      |      |      |      |      |      |      | 2026e | 660e | 555e | 214e | 1728e | 343e | 1684e | 701e |
| UCI Europe Tour                       | 1187e | 1076e | 179e | 224e | 468e | 72e  |      |      |      | 1406e | 502e | 371e | 179e | 1278e | 290e | 1107e | nc   |
| UCI Asia Tour                         | nc    | nc    | nc   | nc   | nc   | nc   |      |      |      | nc    | nc   | 544e |      |       |      |       |      |
| UCI America Tour                      | nc    | 168e  | nc   | nc   | nc   | nc   |      |      |      | nc    | nc   | nc   |      |       |      |       |      |
|                                       |       |       |      |      |      |      |      |      |      |       |      |      |      |       |      |       |      |
| Légende : nc = non classéSource : UCI |       |       |      |      |      |      |      |      |      |       |      |      |      |       |      |       |      |

## Palmarès en cyclo-cross
- 2003-2004
  -  Champion des Pays-Bas de cyclo-cross cadets
- 2004-2005
  -  Champion des Pays-Bas de cyclo-cross juniors
- 2005-2006
  -  Champion du monde de cyclo-cross juniors
  -  Champion des Pays-Bas de cyclo-cross juniors
  - Superprestige juniors #5, Gieten
  - Superprestige juniors #7, Hoogstraten
  - 3e de la Coupe du monde juniors
- 2007-2008
  -  Champion des Pays-Bas de cyclo-cross espoirs
  - Azencross, Wuustwezel-Loenhout (U23)
- 2008-2009
  -  Champion des Pays-Bas de cyclo-cross espoirs